# Frailty
Frailty is een Amerikaanse psychologische horrorfilm uit 2001 geregisseerd door Bill Paxton die ook een hoofdrol speelt. Het is Paxton zijn regiedebuut.

## Verhaal[1][2][3]
FBI-agent Wesley Doyle krijgt bezoek van Fenton Meiks die beweert dat zijn broer Adam de seriemoordenaar is die gekend staat onder de naam "God's Hand" die de afgelopen periode verschillende slachtoffers heeft gemaakt. Adam heeft zelfmoord gepleegd. Fenton heeft het lijk ontvreemd en begraven in "Rose Garden", een tuin met rozen, in hun thuisstad Thurman, een belofte die ze maakten als kind. In flashbacks wordt getoond wat hun levensverhaal is.
Zijn vader - een weduwnaar - kreeg in 1979 een visioen van een engel: deze geeft hem een lijst met namen die demonen zijn. Samen met zijn kinderen moeten ze die demonen doden. Eerst moet vader naar drie voorwerpen zoeken die hij met hulp van God zal vinden: handschoenen, een bijl en een metalen buis. Ze zullen beschermd worden en als ze zwijgen zal niemand hun daden te weten komen en zullen ze onherkenbaar zijn, zelfs op bewakingsbeelden.
Vader licht zijn kinderen Adam en Fenton in. Adam gelooft zijn vader in tegenstelling tot Fenton. Nadat de vader de drie voorwerpen vindt, betrekt hij zijn kinderen in een aantal moorden waarbij ze telkens op eenzelfde manier te werk gaan. Vader doet de handschoenen aan en bespiedt het slachtoffer. Deze wordt met de buis bewusteloos geslagen en in een busje vervoerd naar een verborgen ruimte onder hun tuinhok. De handen en voeten van het slachtoffer worden gekneveld. Wanneer deze bijkomt raakt vader het slachtoffer aan om te voelen of het wel degelijk een demon is waarbij vader in een "shockachtige toestand" komt. Daarna hakt vader de ontvoerde met de bijl in stukken. Alles wordt begraven in de rozentuin. Na een aantal moorden gaat Fenton naar het lokale politiekantoor om zijn gestoorde vader aan te geven. De agent is sceptisch, maar na lang aandringen gaat hij toch mee. De agent wordt door vader vermoord en laatste verwijt Fenton dat het door diens schuld is dat nu een onschuldige man is vermoord omdat anders hun werkelijke toedracht uitkomt. Vader is van mening dat Fenton ook een demon is en om het te straffen en te laten geloven in God en hun missie wordt hij dagenlang opgesloten in de verborgen ruimte. Door de honger geeft Fenton uiteindelijk toe dit alles te geloven. In een volgende ontvoering moet Fenton het slachtoffer doden, maar slaat daarbij de bijl in het hart van vader. Adam en Fenton worden geplaatst in diverse weeshuizen tot ze volwassen zijn.
Doyle gaat met Fenton naar de bewuste tuin en is ontzet dat er zoveel graven zijn. Daar zegt Fenton dat hij in werkelijkheid Adam is die zijn broer Fenton heeft vermoord omdat deze een demon is. De zichtbare graven zijn van onschuldige vermoorde mensen, de onzichtbare zijn van demonen die door hem en zijn vader werden vermoord. Adam beweert de gruwelheden van de vermoorde demonen te zien wanneer zijn vader deze aanraakte: een pedofiel, een prostitué die een klant vermoordde, .... Dan legt Adam zijn hand op Doyle, krijgt een visioen en zegt dat Doyle zijn moeder vermoordde. Doyle is verbaasd en vraagt hoe Adam dit wist. Adam legt uit dat Doyle op de lijst van de engel stond en moet vermoord worden. Doyle waarschuwt hem dat de FBI hem zal zoeken, maar volgens Adam beschermt God hem. Adam vermoordt Doyle en begraaft hem in de rozentuin.
Er wordt een zoektocht opgestart naar Doyle. Agent Griffin Hull, die Fentom (eigenlijk Adam) persoonlijk zag in het FBI-kantoor, herinnert het gezicht niet. Op de opnames van de bewakingscamera's is het gezicht van Adam waas en onherkenbaar. Omdat de naam Fentom Meiks is gevallen, valt de FBI diens huis in. Daar vinden ze foto's en voldoende bewijs - waaronder de FBI-badge van Doyle - dat Fenton inderdaad de moordenaar is die ze zochten. Hull bezoek Adam - die een lokale sheriff is - om hem dit te vertellen. Adam schudt de hand van Hull en zegt dat Hull een goed persoon is. Bij het vertrek van Hull vraagt een vrouw Adam of alles in orde is. Adam antwoordt haar dat alles goed is en dat God's wil is uitgevoerd.

## Rolverdeling
| Acteur              | Personage                   |
| ------------------- | --------------------------- |
| Bill Paxton         | vader Meiks                 |
| Matthew McConaughey | Adam Meiks / Fenton Meiks   |
| Powers Boothe       | Wesley Doyle                |
| Matt O'Leary        | Fenton als kind             |
| Jeremy Sumpter      | Adam als kind               |
| Luke Askew          | Sheriff Smalls              |
| Levi Kreis          | Fenton Meiks als volwassene |
| Derk Cheetwood      | Griffin Hull                |